# Crazy Taxi
Crazy Taxi is een race-arcadespel ontwikkeld door Hitmaker en uitgeven door Sega. Het spel werd voor het eerst uitgegeven als arcadespel in 1999. Een jaar later kwam het spel uit voor de Dreamcast in 2000. In 2001 werd het spel opnieuw uitgegeven door Acclaim Entertainment op de PlayStation 2 en Gamecube. In 2002 kwam het spel uit voor Windows, en acht jaar later op de PlayStation 3 en Xbox 360. De iOS-versie werd uitgegeven in 2012 en de Android-versie in 2013.

## Spel
In Crazy Taxi speelt de speler een taxichauffeur die de klanten zo snel mogelijk naar hun bestemming moet brengen. Ondertussen kan geld verdiend worden door stunts uit te voeren, zoals tegen het verkeer in rijden of auto's net op tijd ontwijken. Wanneer de klant naar zijn bestemming is gebracht, worden er punten aan het puntenaantal toegevoegd op basis van de snelheid van de reis. Als de bestemming niet op tijd is bereikt, stapt de klant uit en wordt er geen geld uitgekeerd. De speler heeft een keuze uit vier taxichauffeurs met bijbehorende wagen.
De arcadeversie bevat slechts een speelveld. Voor de consoleversie werd een extra veld toegevoegd. Beide velden zijn gesitueerd in zonnige locaties aan de kust van Californië en gebaseerd op de straten van San Francisco.

## Platforms
| Jaar | Platform                |
| ---- | ----------------------- |
| 1999 | Arcade                  |
| 2000 | Dreamcast               |
| 2001 | GameCube, PlayStation 2 |
| 2002 | Windows                 |
| 2010 | PlayStation 3, Xbox 360 |
| 2012 | iPad, iPhone            |
| 2013 | Android                 |

## Ontvangst
| Beoordeeld door            | Platform      | Datum             | Score |
| -------------------------- | ------------- | ----------------- | ----- |
| The Next Level             | Dreamcast     | 8 februari 2000   | 100%  |
| Gaming Target              | Dreamcast     | 13 juni 2000      | 93%   |
| Game Informer Magazine     | GameCube      | januari 2002      | 75%   |
| Gamers Daily News          | Xbox 360      | 24 november 2010  | 75%   |
| Gamereactor (Sweden)       | Xbox 360      | 22 november 2010  | 70%   |
| PAL Gaming Network (PALGN) | Xbox 360      | 24 november 2010  | 65%   |
| allaboutgames.co.uk        | GameCube      | 28 september 2002 | 60%   |
| PlayFrance                 | PlayStation 2 | 7 april 2003      | 60%   |
| PSM                        | PlayStation 2 | juli 2001         | 60%   |
| 1UP                        | Xbox 360      | 26 november 2010  | 25%   |